# Chappie (film)
A Chappie (eredeti cím: Chappie) 2015-ben bemutatott amerikai sci-fi-akciófilm, melyet Neill Blomkamp és Terri Tatchell forgatókönyvéből Blomkamp rendezett. A produceri feladatkört Blomkamp és Simon Kinberg látta el, a film zenéjét Hans Zimmer szerezte.
A főbb szerepekben Sharlto Copley, Dev Patel, Watkin Tudor Jones, Yolandi Visser és Jose Pablo Cantillo látható. A Johannesburgban játszódó disztópikus film középpontjában egy rendőrségi robot áll, melyet bűnözők egy csoportja kaparint meg.
Az Amerikai Egyesült Államokban 2015. március 6-án került mozikba a Columbia Pictures forgalmazásában, Magyarországon 2015. március 5-én mutatta be az InterCom Zrt.. A film bevételi szempontból jól teljesített, de a kritikák megosztottak voltak.

## Szereplők
| Szereplő | Színész             | Magyar hang        |
| --- | ------------------- | ------------------ |
| Chappie | Sharlto Copley      | Széles Tamás       |
| Deon | Dev Patel           | Molnár Levente     |
| Nindzsa | Watkin Tudor Jones  | Karácsonyi Zoltán  |
| Yo-Landi | Yolandi Visser      | Stefanovics Angéla |
| Yankie | Jose Pablo Cantillo | Szabó Győző        |
| Michelle Bradley | Sigourney Weaver    | Menszátor Magdolna |
| Vincent Moore | Hugh Jackman        | László Zsolt       |
| Hippo | Brandon Auret       | Schneider Zoltán   |
| Önmaga | Anderson Cooper     | Csuha Lajos        |
| Pitbull | Johnny Selema       | Takátsy Péter      |
| Rendőrfőnök | Maurice Carpede     | Péter Richárd      |
| Király | Eugene Khumbanyiwa  | Bognár Tamás       |
| Vezető technikus | Jason Cope          | Stern Dániel       |
| Nathan Smith | TBA                 | Galambos Péter     |
| William Roberts | TBA                 | Kőszegi Ákos       |
| További magyar hangok |                     |                    |
| Bárány Virág, Baráth István, Beszterczey Attila, Bordás János, Czifra Krisztina, Élő Balázs, Farkas Zita, Fehérváry Márton, Ficzere Béla, Gyurin Zsolt, Hábermann Lívia, Jakab Márk, Kapácsy Miklós, Kis-Kovács Luca, Kokas Piroska, Lipcsey Colini Borbála, Mesterházy Gyula, Németh Attila István, Pál Tamás, Sörös Miklós, Téglás Judit, Törtei Tünde |                     |                    |